# Saint-Hilaire-la-Forêt
Saint-Hilaire-la-Forêt è un comune francese di 619 abitanti situato nel dipartimento della Vandea nella regione dei Paesi della Loira.

## Società

### Evoluzione demografica
Abitanti censiti